# 川路利良
川路 利良（かわじ としよし、天保5年5月11日（1834年6月17日） - 明治12年（1879年）10月13日）は、日本の警察官・陸軍軍人。幕末から明治初期の薩摩藩士、内務官僚。階級は大警視（後に旧警視長を経て現在の警視総監）、陸軍少将（臨時）。位階は正五位。勲等は勲二等。
初代大警視（現・警視総監）を務め、欧米の近代警察制度を日本で初めて詳細に構築した事実上日本の警察の創設者にして、「日本警察の父」とも言われている。西南戦争では大警視と臨時に陸軍少将を兼任し、警視隊で組織された別働第三旅団を率いて抜刀隊を指揮して西郷軍に大きな打撃を与えた。
名は当初「としなが」と名乗っていたが、後に「としよし」と改名した。通称は正之進。号は竜泉。家紋は六つ丁子車。遠祖は藤原氏といわれる。

## 生涯

### 生い立ち

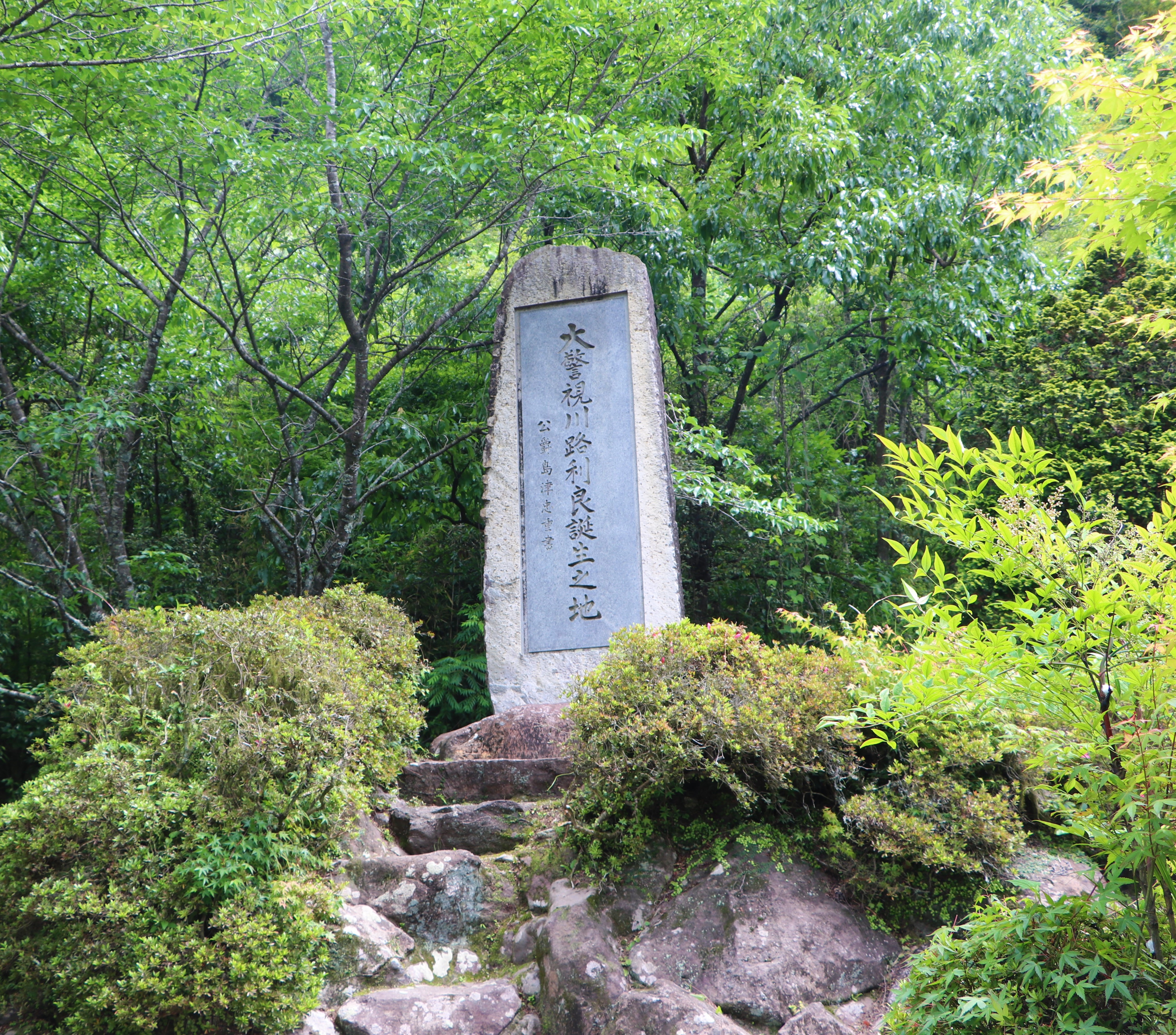
鹿児島市皆与志町にある「大警視川路利良誕生地之碑」

薩摩藩与力（準士分）・川路利愛（としちか）の長男として天保5年5月11日（1834年6月17日）、薩摩国日置郡鹿児島近在比志島村（現在の鹿児島県鹿児島市皆与志町比志島地区）に生まれる。
薩摩藩の家臣は上士、郷士などに分かれていたが、川路家は身分の低い準士分であった。川路家は16世紀に横川城主だった北原伊勢介の末裔とされる。北原氏は肝付氏庶流。横川城落城後に北原伊勢介の一族は蒲生に逃れ、川路氏と名乗りを変えたという。そのため、西南戦争の激戦地であった横川に川路利良の像が建っている。
川路利良は重野安繹に漢学を、坂口源七兵衛に真影流剣術を学んだ。島津斉彬のお伴として初めて江戸に行った。薩摩と江戸をつなぐ飛脚（大名行列の情報を早く伝える情報を収集する斥候的役割）として活動した。

### 幕末期の戦功
元治元年（1864年）、禁門の変で長州藩遊撃隊総督の来島又兵衛を狙撃して倒すという戦功を挙げ、西郷隆盛や大久保利通から高く評価された。慶応3年（1867年）、藩の御兵具一番小隊長に任命され、西洋兵学を学んだ。
慶応4年（1868年）、戊辰戦争の鳥羽・伏見の戦いに薩摩官軍大隊長として出征し、上野戦争では彰義隊潰走の糸口をつくる。東北に転戦し、磐城浅川の戦いで敵弾により負傷したが、傷が癒えると会津戦争に参加。戦功により明治2年（1869年）、藩の兵器奉行に昇進した。

### 警察制度の確立
維新後の明治4年（1871年）、西郷の招きで東京府大属となり、同年に権典事、典事に累進。翌明治5年、邏卒総長に就任し、司法省の西欧視察団（8人）の一員として欧州各国の警察を視察する。帰国後、警察制度の改革を建議し、ジョゼフ・フーシェに範をとったフランスの警察制度を参考に日本の警察制度を確立した。
明治7年（1874年）、警視庁創設に伴い満40歳で初代大警視（現：警視総監）に就任。執務終了後ほぼ毎日、自ら東京中の警察署、派出所を巡視して回り、一日の睡眠は4時間に満たなかったという。

### 西南戦争
明治六年政変で西郷隆盛が下野すると、薩摩出身者の多くが従ったが、川路は「私情においてはまことに忍びないが、国家行政の活動は一日として休むことは許されない。大義の前には私情を捨ててあくまで警察に献身する」と表明した。
内務卿となった大久保利通から厚い信任を受け、不平士族が喰違の変、佐賀の乱などを起こすと密偵を用いて動向を探った。薩摩出身の中原尚雄ら24名の警察官を「帰郷」の名目で鹿児島県に送り込み、不平士族の離間工作を図ったが、中原らは西郷の私学校生徒に捕らえられた。苛烈な拷問が行われた結果、川路が西郷を暗殺するよう指示したという「自白書」がとられ、川路は不平士族の間では大久保と共に憎悪の対象とされた。
西南戦争勃発後、川路は陸軍少将を兼任し、警視隊で組織された別働第三旅団の長として九州を転戦する。激戦となった3月の田原坂の戦いでは、警視隊から選抜された抜刀隊が活躍して西郷軍を退ける。5月には大口攻略戦に参加した後、6月には宮之城で激戦の末、西郷軍を退けて進軍するが、その後旅団長を免じられ東京へ戻る。旅団長は大山巌（後の第2代大警視）が引き継いだ。
終戦後の明治11年（1878年）3月、黒田清隆の妻が急死した際、かねてより酒乱で知られていた黒田が酒に酔って妻を斬り殺したとの噂が流れたため、川路が墓を開け、病死であることを確認したと発表した。これについては、川路も薩摩出身であることから黒田をかばってもみ消したという見方が当時からあり、同年5月に発生する、川路の庇護者であった大久保利通の暗殺（紀尾井坂の変）の遠因になったともいわれる。
また川路は事前に大久保の暗殺を計画していた石川県士族など6名の名前まで情報を知らされていたが「石川県人に何が出来るのか」と意に介さず無視をした。

### 死去
明治12年（1879年）1月、再び欧州の警察を視察。しかし船中で病を得、パリに到着当日はパレ・ロワイヤルを随員と共に遊歩したが、宿舎に戻ったあとは病床に臥してしまう。咳や痰、時に吐血の症状も見られ、鮫島尚信駐仏公使の斡旋で現地の医師の治療を受け、転地療養も行ったが病状は良くならなかった。同年8月24日、郵船「ヤンセー号」に搭乗し、10月8日帰国。しかし東京に帰着すると病状は悪化、10月13日に死去した。享年46。関西の政商である藤田組が汚職の捜査を恐れ毒殺したという噂も立った。墓所は青山霊園。

## 評価

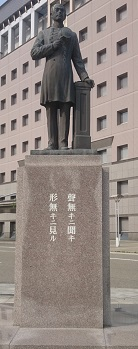
川路利良像
（鹿児島県警察本部前）

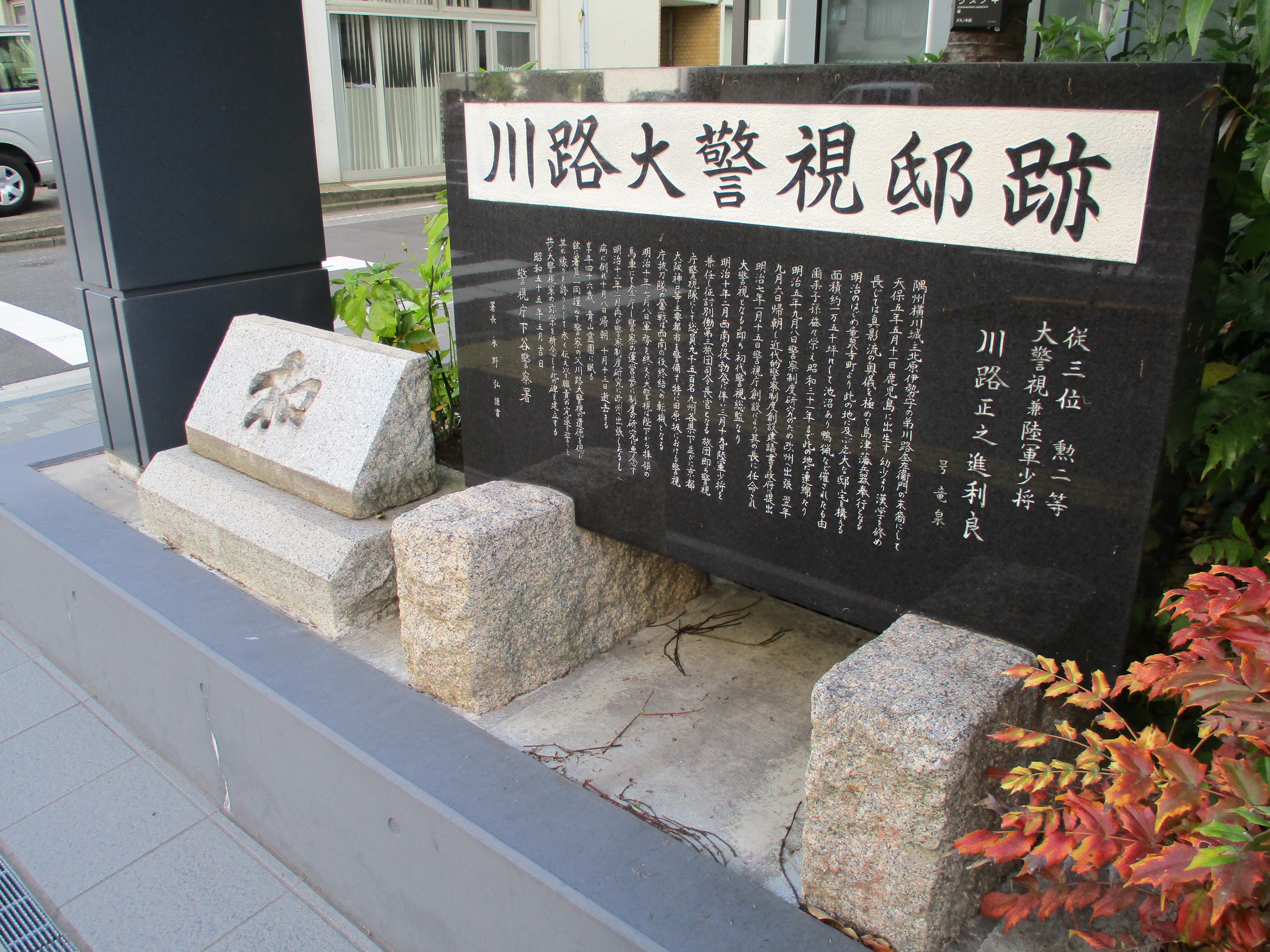
川路大警視邸跡（下谷警察署）

川路が警視庁に在職した期間は決して長いものではなかったが、警察制度創始者としての評価は高い。警察の在り方を示した川路の語録は『警察手眼』（けいさつしゅげん）として編纂され、警察官のバイブルとして現在も広く読み継がれている。
明治18年（1885年）、弥生神社（現・弥生慰霊堂）に特別功労者として祀られた。また2018年現在、警視庁警察学校には彫塑家・北村西望の作となる立像が、警視庁下谷警察署敷地内には川路邸宅跡の石碑が建っている。警察博物館には川路大警視コーナーが設けられ、川路の着用した制服、サーベルが展示されている。
鹿児島県では「西郷隆盛を暗殺しようとした男」「郷土に刃を向けた男」として長らく裏切り者の印象を持たれて評価が低めであったが、鹿児島市皆与志町の生家近くのバス停は川路にちなみ「大警視」と名付けられており、生誕の地には記念碑が、川路が率いた別働第三旅団の激戦地である霧島市（旧横川町）内には銅像が建っている。平成11年（1999年）に当時の鹿児島県警察本部長・小野次郎らの提唱で鹿児島県警察本部前に銅像が設置されるなど、現在の地元でも人気があまりないながらも、ようやくその功績や人物像が再評価の段階に入りつつある。

## 年譜
- 元治元年（1864年）- 禁門の変出征
- 慶応4年（1868年）- 戊辰戦争出征
- 明治2年9月（1869年10-11月） - 鹿児島藩兵具奉行
- 明治4年3月（1871年4-5月） - 御親兵に同行し上京
  - 4月（1871年5-6月） - 東京府大属
  - 10月（1871年11-12月） - 東京府権典事
  - 12月（1872年1-2月） - 東京府典事
- 明治5年5月（1872年6-7月） - 東京府邏卒総長
  - 8月（1872年9-10月） - 司法省警保助兼大警視
  - 9月（1872年10月） - 欧州出張
- 1873年（明治6年）9月 - 帰国
- 1874年（明治7年）1月 - 東京警視庁大警視
  - 8月 - 警視長
  - 10月 - 大警視
- 1877年（明治10年）1月 - 内務省警視局大警視
  - 3月 - 陸軍少将兼大警視・別働第4旅団司令長官・西南戦争出征
  - 3月～7月 - 別働第3旅団司令長官
  - 7月 - 東京帰還
- 1878年（明治11年）12月 - 欧米出張
- 1879年（明治12年）1月 - フランスへ出発
  - 10月8日 - 帰国
  - 10月13日 - 死去

## 栄典
- 1874年（明治7年）2月18日 - 正六位[5]
- 正五位
- 勲二等旭日重光章

## エピソード
- 戊辰戦争磐城浅川の戦いで、敵の銃弾が股間に当たり負傷した。銃弾は陰嚢を貫いたが、睾丸は無事であった。川路が戦場を怖がらず陰嚢が縮まず垂れ下がっていたからであった。これは、川路の豪胆さを示す逸話となり、薩摩藩兵は「川路のキンタマ」と讃えた。
- 明治5年（1872年）の初めての渡欧の際、マルセイユからパリへ向かう列車内で便意を催したもののトイレに窮し、やむを得ず座席で日本から持参していた新聞紙の上に排便、その大便を新聞紙に包んで走行中の列車の窓から投げ捨てたところ、運悪くそれが保線夫に当たってしまった。その保線夫が新聞に包まれた大便を地元警察に持ち込んだことから、「日本人が大便を投げ捨てた」と地元紙に報じられてしまった。この“大便放擲事件”は、司馬遼太郎が小説『翔ぶが如く』の冒頭部分で描いたことなどで、今日では川路のよく知られたエピソードの一つとなっている。他にも山田風太郎の小説『警視庁草紙』『明治断頭台』『巴里に雪のふるごとく』（『明治波濤歌』所収）にもこの件は描かれている。
- 大警視は現在の警視総監に相当するが、満40歳での就任は現在[いつ?]も破られていない史上最年少記録である。現在[いつ?]の警察制度においては、各種の経験を積む必要があることや、人事上の慣行から、順調に昇進しても満40歳では警視正にしかなれないであろう[要出典]。警察制度草創期だからこそあり得た人事である。
- 蒲鉾が大好物であった。あまりによく買うので料理屋だと思われていたという。

## 親族

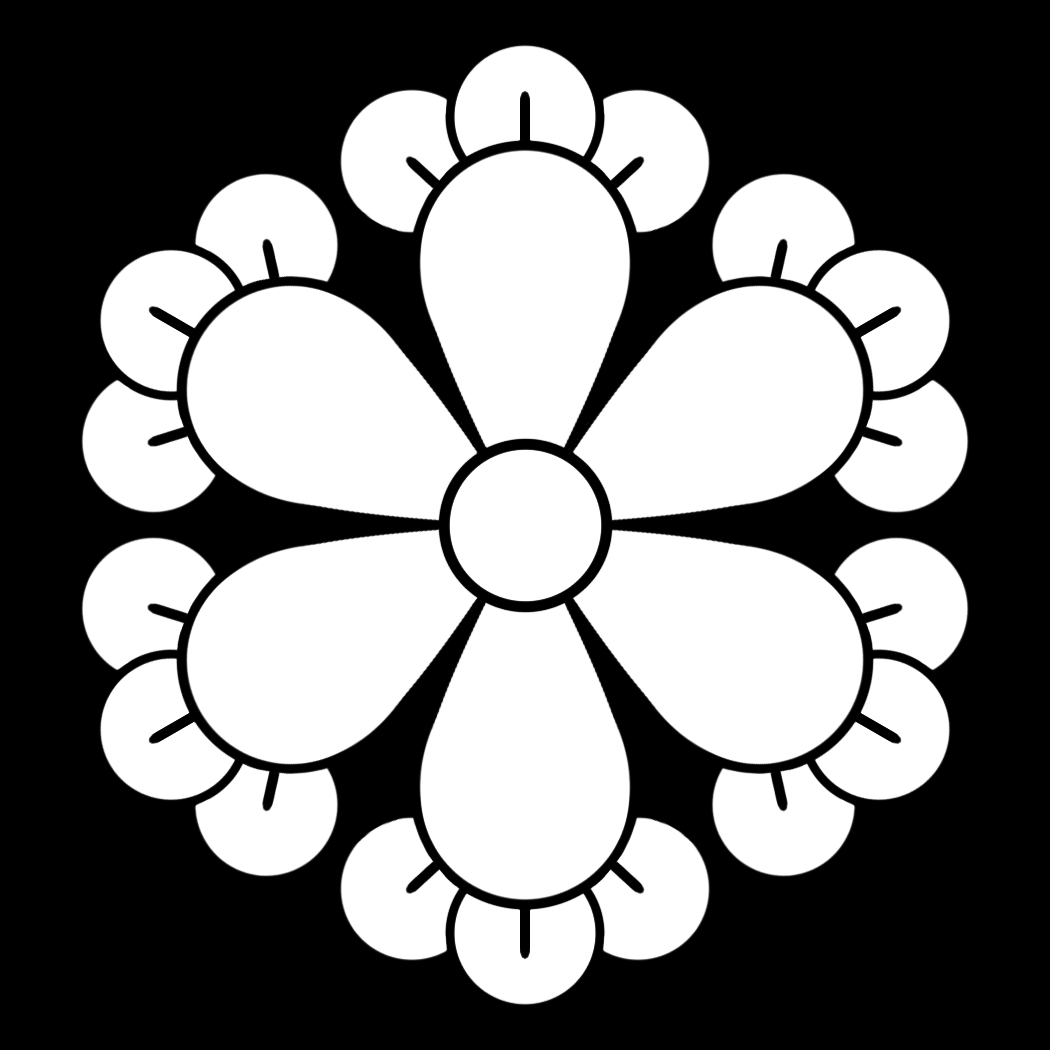
川路家の家紋
(六つ丁字車)

- 後に福岡県知事、岐阜県知事等を歴任した川路利恭は、川路の死後に養子となった、夫人の甥である。
- 俳優フランキー堺は、大警視の嗣子となる利恭の弟の孫である。

## 川路利良が登場する作品
小説
- 司馬遼太郎『翔ぶが如く』
- 山田風太郎『警視庁草紙』
- 山田風太郎『明治断頭台』
- 山田風太郎「巴里に雪のふるごとく」（短編集『明治波濤歌』収録）
- 伊東潤『走狗』
- 今村翔吾『イクサガミ』

テレビドラマ
- 『人魚亭異聞 無法街の素浪人 第16話:硝煙の市街戦』（1976年、NET、演：仲谷昇）
- 『田原坂』（1987年、日本テレビ年末時代劇スペシャル、演：中谷一郎）
- 『翔ぶが如く』（1990年、NHK大河ドラマ、演：塩野谷正幸）
- 『山田風太郎 からくり事件帖-警視庁草紙より-』（2001年、NHK金曜時代劇、演：近藤正臣）
- 『西郷どん』（2018年、NHK大河ドラマ、演：泉澤祐希）
- 『相棒』（2024年、テレビ朝日系列、演：松田洋治）

漫画
- 和月伸宏『るろうに剣心 -明治剣客浪漫譚-』
- 樹なつみ『一の食卓』
- 坂ノ睦『明治ココノコ』
- 原作：山田風太郎／作画：東直輝『警視庁草紙‐風太郎明治劇場‐』
- 原作：井出圭亮／作画：TAKUMIサメ男『フォーロン・ホープ 〜警視庁抜刀隊戦記〜』
- 泰三子『だんドーン』

テレビアニメ
- 『るろうに剣心 -明治剣客浪漫譚-』（声：志賀克也、ふくまつ進紗(令和版)）

日本映画
- 『るろうに剣心 京都大火編 / 伝説の最期編』（演：小市慢太郎）

舞台
- 宝塚歌劇団『桜華に舞え -SAMURAI The FINAL-』

## 伝記
- 川村艶吉『川路利良公之伝』文会堂、1879年。
- 中村徳五郎『川路大警視』日本警察新聞社、1932年。
- 鈴木蘆堂『大警視川路利良君伝』東陽堂、1916年。
- 加来耕三『大警視川路利良 - 幕末・明治を駆け抜けた巨人』出版芸術社、1999年。
  - 改訂版『川路利良　日本警察をつくった明治の巨人』中公新書ラクレ、2024年
- 神川武利『大警視・川路利良 - 日本の警察を創った男』PHP研究所、2003年。長編歴史小説